# کرییتیو کامنز
کریِیتیو کامِنز (به انگلیسی: Creative Commons)، به معنی مشترکات خلاقانه، یک سازمان ناسودبر می‌باشد که دفتر مرکزی آن در مانتین ویو، کالیفرنیا واقع شده‌است. این سازمان اجازه‌نامه‌های کرییتیو کامنز را ارائه می‌دهد. این سازمان چند پروانهٔ حق تکثیر را با عنوان پروانه‌های کرییتیو کامنز منتشر کرده‌است، که به صورت آزاد در اختیار عموم مردم قرار می‌گیرد. این پروانه‌ها به خالقان آثار این اجازه را می‌دهد که بگویند چه حقوقی برای خودشان محفوظ بماند، و چه حقوقی برای دریافت‌کنندهٔ اثر یا خالقان دیگر، باقی بماند.
از ماه مه سال ۲۰۱۸، ۱٫۴ میلیارد اثر تحت مجوزهای مختلف کرییتیو کامنز وجود داشته‌است. ویکی‌پدیا از یکی از این مجوزها استفاده می‌کند. فلیکر به تنهایی میزبان بیش از ۴۱۵ میلیون عکس دارای مجوز از کرییتیو کامنز است.

## اهداف و اثرگذاری‌ها
کرییتیو کامنز هدفش این بوده که خط مقدم جریان کپی‌لفت باشد. جریانی که به دنبال ایجاد یک مالکیت عمومی غنی‌تر، از طریق فراهم کردن جایگزین برای حق تکثیر «تمام حقوق محفوظ است» و «بعضی از حقوق محفوظ است» بوده‌است.